# Just de la Paisières

Nederlands geslachtswapen (1909, 1910)

Just de la Paisières is een uit Perpignan afkomstig geslacht waarvan leden sinds 1909 tot de Nederlandse adel behoren.

## Geschiedenis
De stamreeks begint met Joseph Just, écuyer, heer van Nouzières en la Paisières (†1760), raadadviseur van de koning die op 16 juni 1725 door koning Lodewijk XV in de adelstand werd verheven. Zijn kleinzoon Alexandre Jean Just de la Paisières (1763-1808) werd officier in Statendienst en werd de stamvader van de in Nederland gevestigde tak. Twee kleinzonen van de laatste werden in 1909 en 1910 ingelijfd in de Nederlandse adel.
In 1997 waren er nog 14 mannelijke telgen in leven, de laatste geboren in 1988.

## Enkele telgen
Alexandre Jean Just de la Paisières, écuyer (1763-1808), officier in Statendienst, luitenant-kolonel in Hollandse dienst
- Valéry Alexandre Just de la Paisières (1802-1873), griffier van provinciale staten van Zuid-Holland
  - Jhr. Marie Gérard Just de la Paisières (1838-1917), belastinginspecteur
    - Jhr. Henri Alexandre Just de la Paisières (1866-1937), notaris
      - Jhr. Louis Gérard Just de la Paisières (1903-1957), burgemeester van Rozenburg, Zuid-Holland (1939-1957)
      - Jhr. Auguste Henri Just de la Paisières (1906-1991), hoofdassistent bij de Billiton Maatschappij
        - Jhr. Paul Louis Alexandre Just de la Paisières (1946), chef de famille
          - Jhr. Louis Leonard Just de la Paisières (1983), vermoedelijke opvolger als chef de famille

  - Jhr. Adrien Anne Just de la Paisières (1844-1931), spoorweginspecteur
    - Jhr. Paul Jean Adrien Just de la Paisières (1906-1979), consul van Honduras te 's-Gravenhage, directeur van de Haagse Dierentuin (1940-1946)
      - Jhr. Paul Adrien Alexandre Just de la Paisières (1949), honorair consul van Costa Rica
- Augustus Ferdinandus Just de la Paisières (1804-?), sinds 1848 kapitein van het 6e Regiment Infanterie in Noord-Brabant, als zodanig leidde hij de bezetting van de gemeente Gemert naar aanleiding van het weversoproer aldaar in februari 1849[1]